# Juli Gudehus

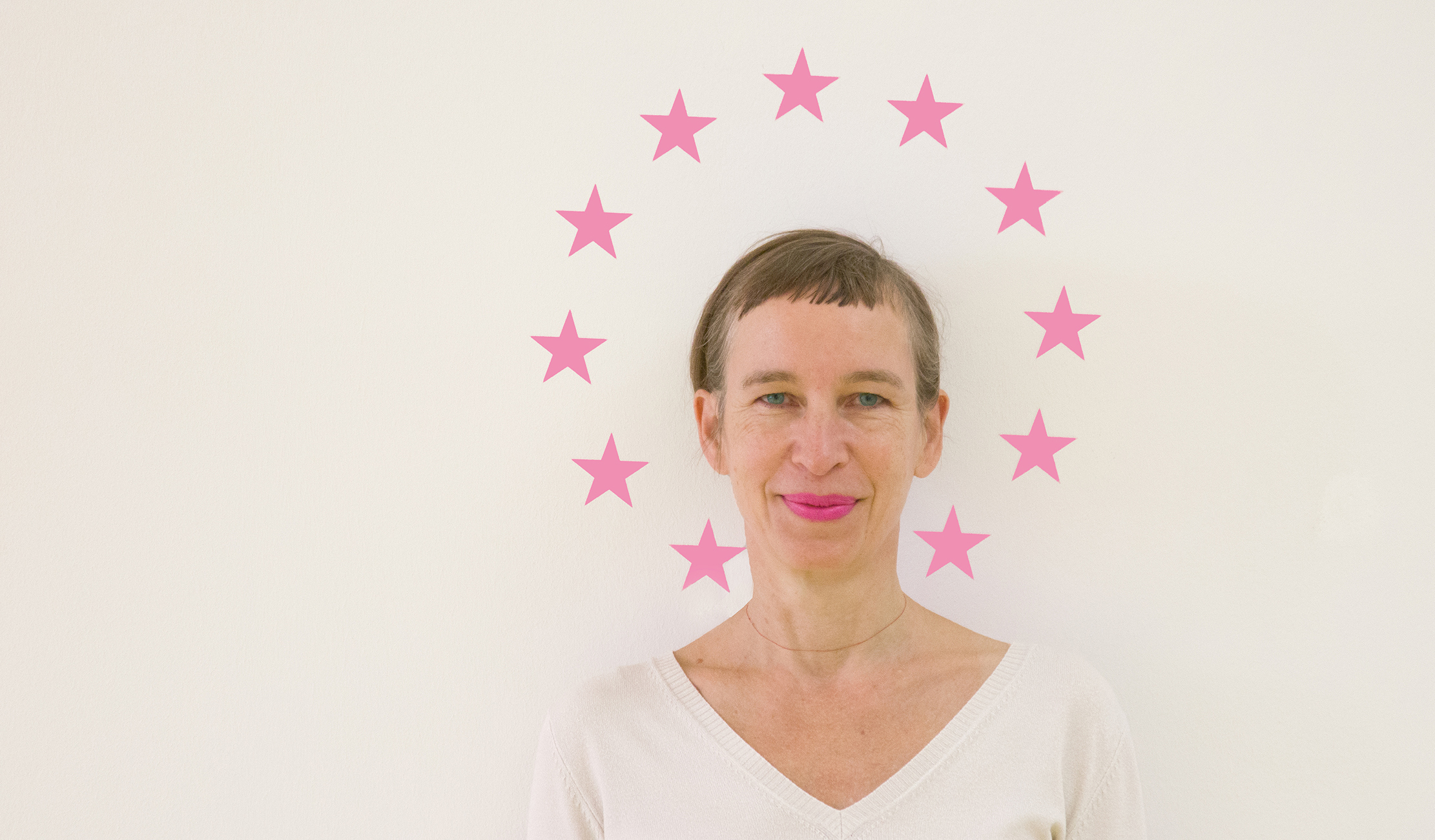
Juli Gudehus, 2019

Juli Gudehus (* 15. Januar 1968 in Hamburg) ist eine deutsche Künstlerin.

## Leben
Gudehus wurde als Tochter des Managers und Logistikers Timm Gudehus und der Künstlerin Sö Gudehus in Hamburg geboren. Nach der Ausbildung zur Verlagsbuchhändlerin im Kölner Kunstbuchverlag Wienand studierte Juli Gudehus von 1990 bis 1996 visuelle Kommunikation in Düsseldorf. Während ihres Studiums entstand 1992 in einer Lehrveranstaltung bei Professor Roland Henß-Dewald Die Schöpfung, eine aus Piktogrammen, Markenzeichen, Bedienungszeichen, Logos, Hinweiszeichen und Verkehrszeichen montierte und collagierte „Erzählung“ der biblischen Schöpfungsgeschichte. Seit 1996 ist sie freischaffend tätig. Sie arbeitete u. a. für das Bundesministerium der Finanzen, den Deutschen Bundesrat, den Zeit-Verlag, das Kunstmuseum Stuttgart und verschiedene Referate des Deutschen Bundestages. Von 1997 bis 2010 gestaltete sie die Kommunikationsmittel der Kunstsammlung des Deutschen Bundestages auf Basis des von ihr entwickelten Corporate Designs. Seit 1997 gibt sie Workshops und Seminare und lehrt an verschiedenen Hochschulen, u. a. als Gastprofessorin an der Hochschule Anhalt in Dessau. Ihre Arbeit erhielt mehrere Auszeichnungen, etwa vom Art Directors Club Deutschland (Gold), Art Directors Club of Europe (Gold), Designpreis der Bundesrepublik Deutschland (Nominierung), Designpreis Rheinland-Pfalz (Auszeichnung), Kalenderschau Stuttgart (Gold), Preis der Stiftung Buchkunst, Type Directors Club New York (Award for Typographic Excellence).
Gudehus ist mit dem Informatiker Jörg Gudehus verheiratet und lebt in Berlin.

## Werk
Juli Gudehus’ freie Arbeit basiert auf Sammeln, Sortieren und Collagieren. Sie stellt Verbindungen zwischen Phänomenen, Menschen und Dingen her. Sprache und Alltagskultur sind Inspirationsquellen ihrer Arbeit.

„Juli Gudehus is probably the purest conceptual designer I know.“

Juli Gudehus’ Die Schöpfung erschien erstmals am 1. Januar 1993 in der Wochenzeitung Die Zeit, danach als Plakat-Edition und in Buchform in unterschiedlichen Ausgaben bei verschiedenen Verlagen.

„Dafür verbindet sie in ihren Arbeiten elegant Ironie und Verspieltheit mit klassischer Nüchternheit in der Gestaltung.“

1998 erschien der Abreißkalender mindestens haltbar bis, in dem alle 365 Blätter Verfallsdaten von Lebensmitteln zeigen, etwa von Milch, Keksen, Essig oder Mehl. Der Kalender ist eingeschweißt in eine Styrofoam-Schale, wie sie üblicherweise für den Verkauf von Fleisch und Obst eingesetzt wird. Matthias Kamann schrieb im Magazin der Frankfurter Allgemeinen Zeitung: „Einer der geistreichsten und weisesten Beiträge zum Übergang ins Jahr 2000.“

„Eine Idee von klassischer Schlichtheit. Man musste nur darauf kommen.“

2006 erregt Gudehus Aufmerksamkeit mit ihrer Kritik am Designpreis der Bundesrepublik Deutschland. Sie selbst war für diesen nominiert und kritisierte, dass sie als Nominierte für die Teilnahme eine Gebühr bezahlen müsse. 2012 rief sie als Reaktion den Ehrenpreis für Gestaltung ins Leben. Er orientiert sich am Bundesverdienstkreuz, ist für sämtliche gestalterischen Disziplinen offen und verlangt weder von den Nominierenden noch den Nominierten Gebühren. Eine Preisverleihung fand noch nicht statt.
2010 erschien das Lesikon der visuellen Kommunikation, eine 3000-seitige Textcollage. Gudehus startete mit ihrer 9-jährigen Arbeit an diesem Werk im gleichen Jahr wie Wikipedia, 2001. Das Buch umfasst zahlreiche Bereiche der visuellen Kommunikation und versammelt Einträge von 3513 Personen aus über 3000 Jahren zu 9704 Fachbegriffen und Namen im Zusammenhang mit Fotografie, Illustration, Werbung, Typografie, Materialien, Effekten oder Originalität. Die Begriffe sind nicht alphabetisch geordnet, sondern nach Themen wie Gartenarbeit, Sex, Bergsteigen, Tod. Gudehus selbst, sowie 627 von ihr Eingeladene, verfassten Beiträge, darunter etwa Judith Schalansky, Gero von Randow oder Andreas Wiemers. Circa 70 Prozent der Texte sind Zitate und mit Quellen gekennzeichnet. Pro Begriff gibt es meist mehrere Einträge. Das Lesikon enthält keine einzige Abbildung.

„Das Schrillste und Skurrilste, was in diesem Jahr in Buchform erschienen ist. Ein absolutes Kunstwerk.“

2011 organisierte Gudehus dazu eine große Autorenlesung im Museum der Dinge in Berlin. 112 ihrer Co-Autoren lasen 12 Stunden lang ohne Unterbrechung ihre Texte für das Lesikon vor.
Anlässlich der gesteigerten Aufmerksamkeit für Toilettenpapier im Zusammenhang mit der COVID-19-Pandemie startete Juli Gudehus 2020 auf YouTube eine Vorlesungsreihe über Gestaltung für den Arsch, in der sie Folge für Folge Einblick in ihre über 800 Blatt umfassende Toilettenpapiersammlung gibt und über diverse gestalterische, herstellerische und soziologische Aspekte spricht.

## Ausstellungen

### Einzelausstellungen
- 2023, Die Natur der Sache im Rahmen des Flower Festival München, Botanischer Garten München-Nymphenburg[33]
- 2022/2023, Klopapier – Gestaltung für den Arsch, Museum im Adler, Benningen[34]
- 2019, Im wahrsten Sinne des Zeichens, Museum für Druckkunst, Leipzig[35]
- 2018, Am Anfang war das Zeichen!, Museum für Gestaltung Zürich[36]

### Gruppenausstellungen (Auswahl)
- 2023, Offset, Centre des livres d’artistes (CDLA), Saint-Yrieix-la-Perche[37]
- 2021, Die Gesellschaft der Zeichen, Museum für neue Kunst Freiburg[38]
- 2020/2021, Die Gesellschaft der Zeichen, Leopold Hoesch Museum Düren[39]
- Bild-Schrift-Codes (Dauerausstellung), Deutsches Museum, München
- 2019, Bilder-Bibeln, Gutenberg-Museum, Mainz
- 2016, Futura – Tribute to a Typeface, Gutenberg-Museum, Mainz
- 2015, Die Entstehung der Welt – Ägyptens letzter Schöpfungsmythos, Roemer- und Pelizaeus-Museum Hildesheim
- 2011, schaden.com presents: Gudehus & Gudehus, Passagen / Interior Design Week, Köln
- 2011, Die schönsten deutschen Bücher, Stiftung Buchkunst, Frankfurt, Hamburg, Berlin u. a.
- 2008, Lovely Language – Words Divide Images Unite, Centraal Museum Utrecht
- 2008, man spricht Deutsch, Haus der Geschichte, Bonn
- 2007, The Art of the Business Card, The Eisner American Museum of Advertising & Design, Milwaukee
- 2006, Eye Opener – the power of visual imagery, Museum voor Communicatie, Den Haag
- 2005, Catalysts! The cultural force of communication design, Experimenta Design Biennale, Lissabon
- 2005, Shots on Brave New World, Designmai, Berlin
- 2004, 10 + 5 = Gott – Die Macht der Zeichen, Jüdisches Museum Berlin
- 1999, Type Directors’ Show, Type Directors Club, New York, Düsseldorf, Frankfurt, u. a.
- 1997, Libraires Tropismes, Brüssel, Belgien
- 1997, 6. IAKH (Internationale Ausstellung für Künstlerbücher und Handpressendrucke), Leipzig
- 1995, 4. IAKH (Internationale Ausstellung für Künstlerbücher und Handpressendrucke), Leipzig
- 1995, Museum? Logo!, Museum Angewandte Kunst (Frankfurt am Main)
- 1993, Mediale, Museum für Kunst und Gewerbe Hamburg

## Publikationen

### Einzelwerke
- Die Schöpfung, Kulturverlag 1993, ISBN 3-85395-179-1; Neuausgaben: Genesis, Lars Müller Publishers, Baden 1997, ISBN 3-907044-51-7; Genesis – die Schöpfung, the creation, la création, la creazione, la creación, Carlsen Verlag, Hamburg 2009, ISBN 978-3-551-68453-0; Überarbeitete Neuausgabe mit Zeichen aus der digitalen Welt: Genesis. Die biblische Schöpfungsgeschichte in Zeichen zum Wundern, Patmos Verlag, Ostfildern 2017, ISBN 978-3-8436-0963-0.
- Mindestens haltbar bis 31.12.1999, Verlag Hermann Schmidt, Mainz 1998, ISBN 3-87439-462-X.
- Das Lesikon der visuellen Kommunikation, Verlag Hermann Schmidt, Mainz 2010, ISBN 978-3-87439-799-5.

### Beiträge (Auswahl)
- Tribute to Paul, Sonderedition zum 90. Geburtstag der Futura, Designlabor Gutenberg / Hochschule Mainz, 2016
- Drawings on Writing, Serge Onnen, J&L Books, 2008, ISBN 978-0-9799188-0-3.
- Troc-X-Change / Kitchen Archive, Thorsten Baensch, Bartleby & Co, 2008
- Werkzeuge für Ideen, Christian Gänshirt, Birkhäuser Verlag, 2007, ISBN 978-3-7643-7577-5.
- Dr. Ankowitschs Illustriertes Hausbuch, Christian Ankowitsch, Eichborn Verlag, 2006, ISBN 978-3-8218-4960-7.
- Type & Typography, Phil Baines, Laurence King, 2005, ISBN 978-1-85669-437-7.
- Am Anfang war die Information, Werner Gitt, Hänssler, 2002, ISBN 978-3-7751-3702-7.
- 100 T-Variationen, Jan Teunen, Verlag Hermann Schmidt, Mainz, 2000, ISBN 978-3-87439-544-1.
- Edition EINS von HUNDERT, Ausgaben Nr. 30, Thema Spuren, 1995 und Nr. 36 Thema Reste, 1997, Rainer Resch und Peter Krabbe (Hrsg.)